# Richard de la Croix
Richard de la Croix (* 1824; † 1902) war ein preußischer Jurist.

## Leben
Ab 1853 war er als Hilfsreferent im Kultusministerium beschäftigt und 1861 wurde er Mitglied des Konsistoriums der Mark Brandenburg. 1864 wurde er Vortragender Rat im  Preußischen Kultusministerium. Zwischen 1871 und 1872 war er komm. Direktor der Geistlichen Abteilung und ab dann erneut in der Unterrichtsabteilung beschäftigt. Zwischen 1880 und 1890 war er Leiter des Volksschulwesens und schließlich zwischen 1890 und 1897 Leiter des höheren Schulwesens.